# Сигал Хаїм Ісакович
Хаїм Ісакович Сигал, псевдоніми — Кирило Миколайович Сиголенко, Кароль Ковальський (27 березня 1904 р., с. Лещатів поблиз Львова, Австро-Угорщина — 19 червня 1952 р., в'язниця м. Рівне) —  громадсько-політичний, державний та військовий діяч, страчений за звинуваченнями НКВС за участь у вбивствах мирного населення.

## Життєпис
Народився в єврейській сім'ї на Львівщині. Батьки — Ісак та Дебора Сигал. Мав 5 братів та 2 сестер.
У 1941 р., вибравшись з оточення, потрапив до радянського партизанського загону. Його сім'ю було евакуйовано на схід, про її долю він надалі нічого не знав.
Потрапивши у полон, видав себе за українця на ім'я Кирило Миколайович Сиголенко. У перший раз німці впізнали його як єврея, однак йому вдалося втекти на територію, де діяла Поліська Січ Тараса Бульби-Боровця, до якої він вступив під тим же іменем. Незабаром став ад'ютантом Бульби-Боровця та редактором газети «Гайдамака». Знов одружився з Оленою, сестрою священника М. О. Симоновича. У шлюбі народилася донька.
За свідченням Бульби, Сиголенко захищав євреїв перед німецьким командуванням, а під час облав навіть переховував деяких. Але після того, як Бульба-Боровець втратив довіру німців, а його формування перейшли на напівпідпільний стан, «Кирило Сиголенко» влаштувався до окупаційної поліції. З 1942 р. служив комендантом районної поліції в Дубровиці.
З 1945 р. мешкав в Потсдамі під новим іменем Кароль Ковальський, де вступив до місцевої єврейської громади. З 1946 р. — працівник радянського морського агентства, однак його було заарештовано 17 січня 1947 р. за спекуляцію. Вийшов на свободу в січні 1950 р.. Намагався емігрувати до США, але йому було відмовлено через хворобу його дружини.
1951 р. був в процесі розгляду його заявки на еміграцію до Ізраїля разом з сім'єю, але його нібито впізнала одна з потерпілих, якій вдалося вижити (С 1942 года служил комендантом полиции города Дубровица, где под его руководством было убито более 500 местных евреев. По свидетельствам других полицейских, лично убивал детей.Георгий Санников. "Операция "Рейд", М., 2007, стр.248-249). Його було заарештовано 11 травня, вивезено до Рівного, де був страчений 19 червня 1952 р.